# 221073 Ovruch
221073 Ovruch è un asteroide della fascia principale. Scoperto nel 2005, presenta un'orbita caratterizzata da un semiasse maggiore pari a 2,3957089 UA e da un'eccentricità di 0,1618638, inclinata di 5,74644° rispetto all'eclittica.